# Otepää (město)
Otepää (dříve Nuustaku) je estonské město bez vlastní samosprávy, náležející do obce Otepää v kraji Valgamaa. Město je význačným střediskem zimních sportů.

## Galerie

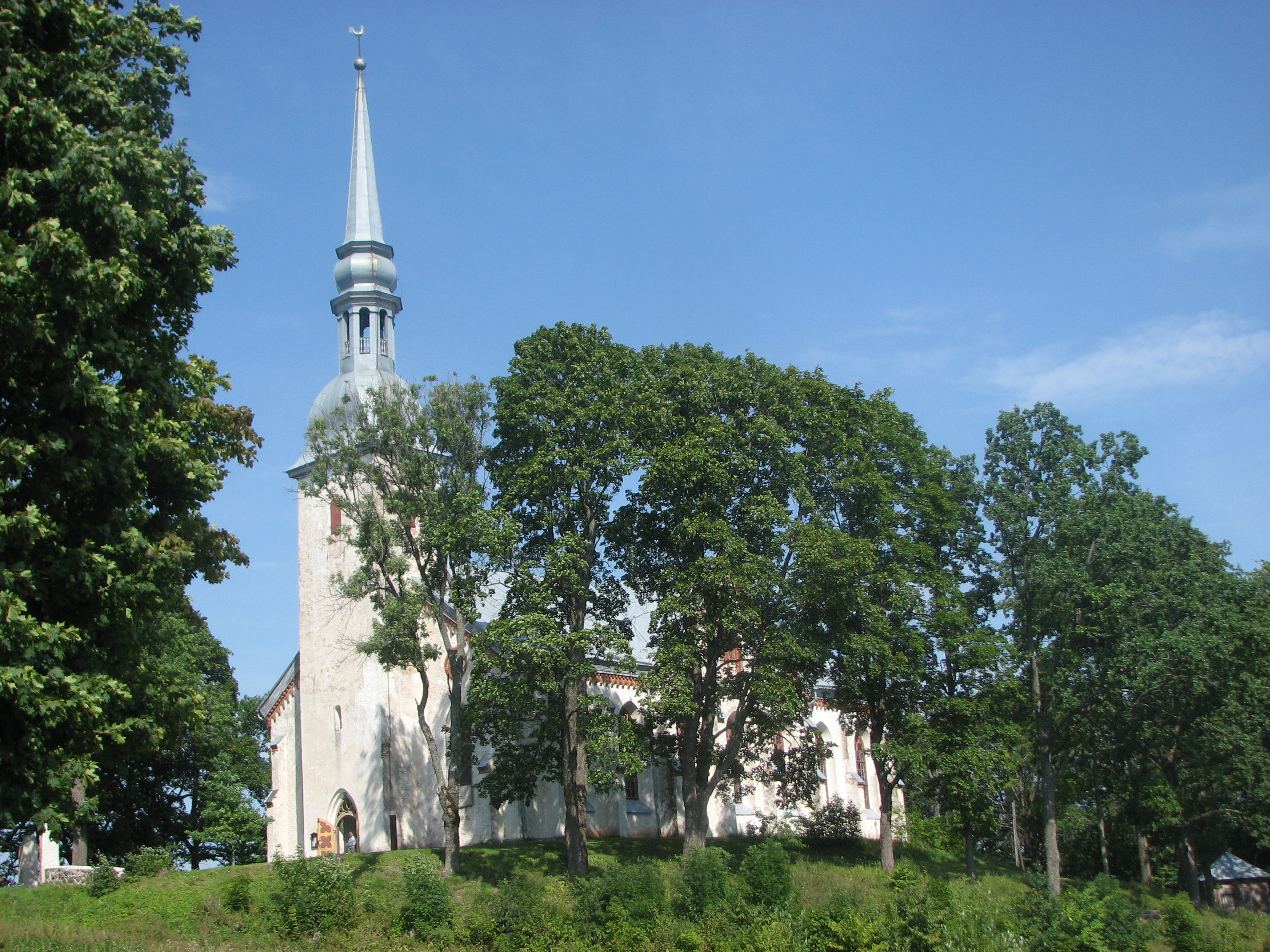
Otepääský kostel
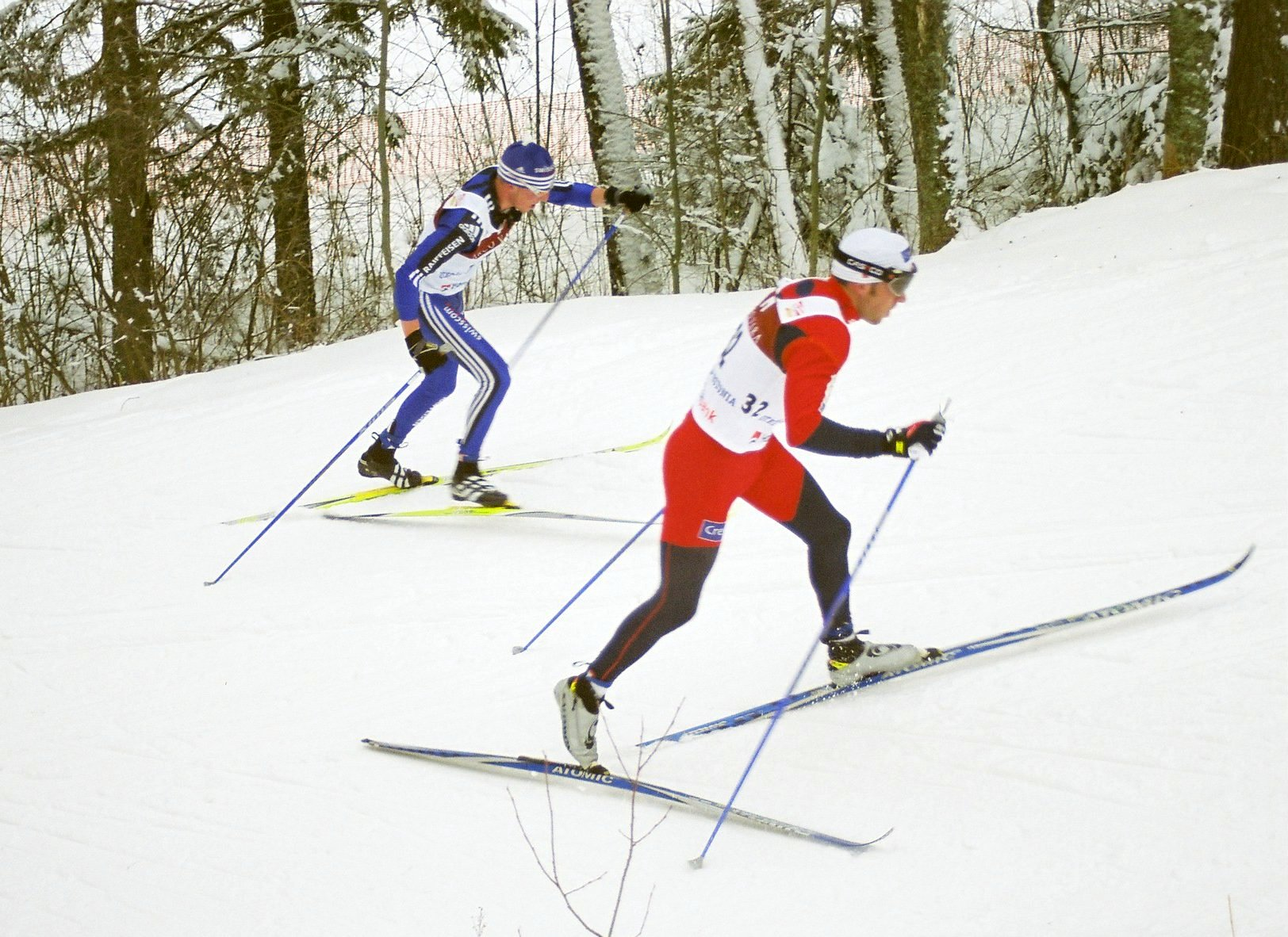
Světový pohár v Otepää